# Mara Sattei

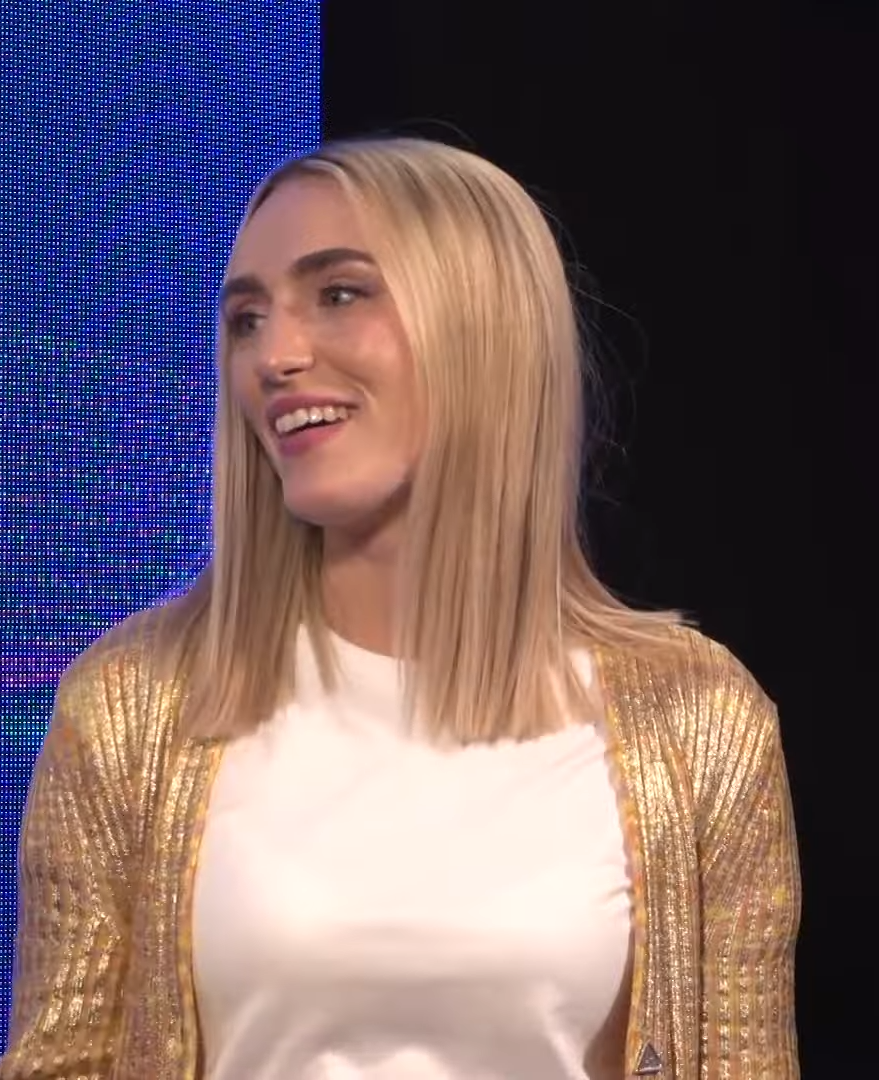
Mara Sattei (2023)

Mara Sattei (* 28. April 1995 in Fiumicino, Provinz Rom als Sara Mattei) ist eine italienische Popsängerin.

## Werdegang
Mattei interessierte sich früh für Musik und lernte Klavier. Als Jugendliche machte sie mit Coverversionen auf YouTube auf sich aufmerksam und sang in Bands. Mit 19 Jahren nahm sie schließlich 2014 an der Castingshow Amici di Maria De Filippi teil, schied allerdings früh aus. Im Anschluss veröffentlichte sie ihre erste EP Frammenti: Acoustic Covers n.1, noch unter ihrem bürgerlichen Namen. Dann zog sie sich vorläufig wieder aus der Öffentlichkeit zurück und zog nach London.
In der Zwischenzeit machte ihr jüngerer Bruder Davide unter dem Namen Tha Supreme seine ersten Versuche, im Musikgeschäft Fuß zu fassen. Zunächst als Hip-Hop-Produzent, dann auch selbst als Rapper, gelang ihm ab 2017 eine steile Karriere. In Zusammenarbeit mit ihrem Bruder und nun unter dem Pseudonym Mara Sattei veröffentlichte die Sängerin 2019 bei Sony den Titel Nuova registrazione 326. Auf Tha Supremes erfolgreichem Debütalbum war sie im Lied M12ano zu hören. 2020 erreichte sie zusammen mit ihrem Bruder mit einem Remix des Liedes Dilemme von Lous and the Yakuza erstmals die Top drei der italienischen Singlecharts. In Zusammenarbeit mit ihrem Bruder und Carl Brave erreichte sie danach mit Spigoli die Chartspitze.
Solistisch meldete sich Mara Sattei 2021 mit der Single Scusa zurück, die dem Debütalbum Universo vorausging, das 2022 erschien. Im selben Jahr hatte sie in Zusammenarbeit mit Fedez und Tananai den Sommerhit La dolce vita. Beim Sanremo-Festival 2023 präsentierte sie das Lied Duemilaminuti.

## Diskografie

### Alben
| Jahr | Titel Musiklabel                 | Höchstplatzierung, Gesamtwochen, AuszeichnungChartplatzierungen (Jahr, Titel, Musiklabel, Platzierungen, Wochen, Auszeichnungen, Anmerkungen) | Höchstplatzierung, Gesamtwochen, AuszeichnungChartplatzierungen (Jahr, Titel, Musiklabel, Platzierungen, Wochen, Auszeichnungen, Anmerkungen) | Anmerkungen                                                            |
| Jahr | Titel Musiklabel                 | IT | CH | Anmerkungen                                                            |
| ---- | -------------------------------- | --- | --- | ---------------------------------------------------------------------- |
| 2022 | Universo Arista/Columbia Records | IT7 (11 Wo.)IT | — | Erstveröffentlichung: 14. Januar 2022                                  |
| 2024 | Casa Gospel                      | IT2 Gold · (… Wo.)IT | CH85 (1 Wo.)CH | Erstveröffentlichung: 13. Dezember 2024 Verkäufe: + 25.000; mit Thasup |

### EPs
- 2014: Frammenti: Acoustic Covers n.1 (als Sara Mattei)

### Singles
| Jahr | Titel Album                         | Höchstplatzierung, Gesamtwochen, AuszeichnungChartplatzierungen (Jahr, Titel, Album, Platzierungen, Wochen, Auszeichnungen, Anmerkungen) | Höchstplatzierung, Gesamtwochen, AuszeichnungChartplatzierungen (Jahr, Titel, Album, Platzierungen, Wochen, Auszeichnungen, Anmerkungen) | Anmerkungen                                                                                      |
| Jahr | Titel Album                         | IT | CH | Anmerkungen                                                                                      |
| --- | ----------------------------------- | --- | --- | ------------------------------------------------------------------------------------------------ |
| 2020 | Nuova registrazione 527 –           | IT59 (1 Wo.)IT | — | Erstveröffentlichung: 28. Februar 2020 mit Tha Supreme                                           |
| 2020 | Dilemme (Remix) –                   | IT3 Platin · (14 Wo.)IT | — | Erstveröffentlichung: 2. April 2020 Verkäufe: + 70.000; mit Lous and the Yakuza & Tha Supreme    |
| 2020 | Spigoli Coraggio                    | IT1 ×3Dreifachplatin · (38 Wo.)IT | — | Erstveröffentlichung: 12. Mai 2020 Verkäufe: + 210.000; mit Carl Brave & Tha Supreme             |
| 2021 | Scusa Universo                      | IT47 (3 Wo.)IT | — | Erstveröffentlichung: 9. April 2021                                                              |
| 2021 | Tuttecose OK (Bonus Edition)        | IT16 ×2Doppelplatin · (42 Wo.)IT | — | Erstveröffentlichung: 4. Juni 2021 Verkäufe: + 140.000; mit Gazzelle                             |
| 2022 | La dolce vita Disumano (Riedizione) | IT1 ×6Sechsfachplatin · (59 Wo.)IT | CH44 Gold · (12 Wo.)CH | Erstveröffentlichung: 3. Juni 2022 Verkäufe: + 610.000; mit Fedez & Tananai                      |
| 2023 | Duemilaminuti –                     | IT10 ×2Doppelplatin · (18 Wo.)IT | — | Erstveröffentlichung: 8. Februar 2023 Verkäufe: + 200.000; Beitrag für das Sanremo-Festival 2023 |
| 2023 | Piango in discoteca –               | IT94 Gold · (1 Wo.)IT | — | Erstveröffentlichung: 21. Juli 2023 Verkäufe: + 50.000                                           |
| 2023 | Mare aperto –                       | IT89 (1 Wo.)IT | — | Erstveröffentlichung: 23. November 2023                                                          |
| Folgende Lieder erschienen nicht als Single, wurden aber durch das Album zum Download und Streaming bereitgestellt und konnten somit eine Platzierung erlangen: |                                     | | |                                                                                                  |
| |                                     | | |                                                                                                  |
| 2022 | Parentesi Universo                  | IT56 Gold · (5 Wo.)IT | — | Verkäufe: + 50.000; feat. Giorgia                                                                |
| 2022 | Blu Intenso Universo                | IT80 (1 Wo.)IT | — | feat. Tedua                                                                                      |
| 2024 | Posto mio Casa Gospel               | IT33 (8 Wo.)IT | — | mit Thasup                                                                                       |
| 2024 | Egli è il re Casa Gospel            | IT50 (1 Wo.)IT | — | mit Thasup                                                                                       |
| 2024 | Bless su bless Casa Gospel          | IT55 (1 Wo.)IT | — | mit Thasup                                                                                       |
| 2024 | So che ci sei Casa Gospel           | IT61 (1 Wo.)IT | — | mit Thasup                                                                                       |
| 2024 | One King Casa Gospel                | IT64 (1 Wo.)IT | — | mit Thasup                                                                                       |
| 2024 | Back to Back Casa Gospel            | IT82 (1 Wo.)IT | — | mit Thasup                                                                                       |
| 2024 | Come polvere Casa Gospel            | IT90 (1 Wo.)IT | — | mit Thasup                                                                                       |

Weitere Singles
- 2019: Nuova registrazione 326 (IT: Gold)
- 2019: Nuova registrazione 402

### Gastbeiträge
| Jahr | Titel Album            | Höchstplatzierung, Gesamtwochen, AuszeichnungChartsChartplatzierungen (Jahr, Titel, Album, Platzierungen, Wochen, Auszeichnungen, Anmerkungen) | Anmerkungen |
| Jahr | Titel Album            | IT | Anmerkungen |
| --- | ---------------------- | --- | --- |
| 2020 | Altalene BV3           | IT1 ×3Dreifachplatin · (34 Wo.)IT | Erstveröffentlichung: 2. Oktober 2020 Verkäufe: + 210.000; Bloody Vinyl, Slait & Tha Supreme feat. Mara Sattei & Coez |
| 2022 | Vuoto dentro X2 Deluxe | IT42 Gold · (2 Wo.)IT | Erstveröffentlichung: 20. Oktober 2022 Verkäufe: + 50.000; Sick Luke feat. Mara Sattei & Bresh                        |
| Folgende Lieder erschienen nicht als Single, wurden aber durch das Album zum Download und Streaming bereitgestellt und konnten somit eine Platzierung erlangen: |                        | | |
| |                        | | |
| 2019 | M12ano 23 6451         | IT6 Platin · (12 Wo.)IT | Verkäufe: + 70.000; Tha Supreme feat. Mara Sattei                                                                     |
| 2022 | L%p C@ra++ere s?ec!@le | IT10 Gold · (4 Wo.)IT | Verkäufe: + 50.000; Thasup feat. Mara Sattei                                                                          |